# Turan (Gottheit)

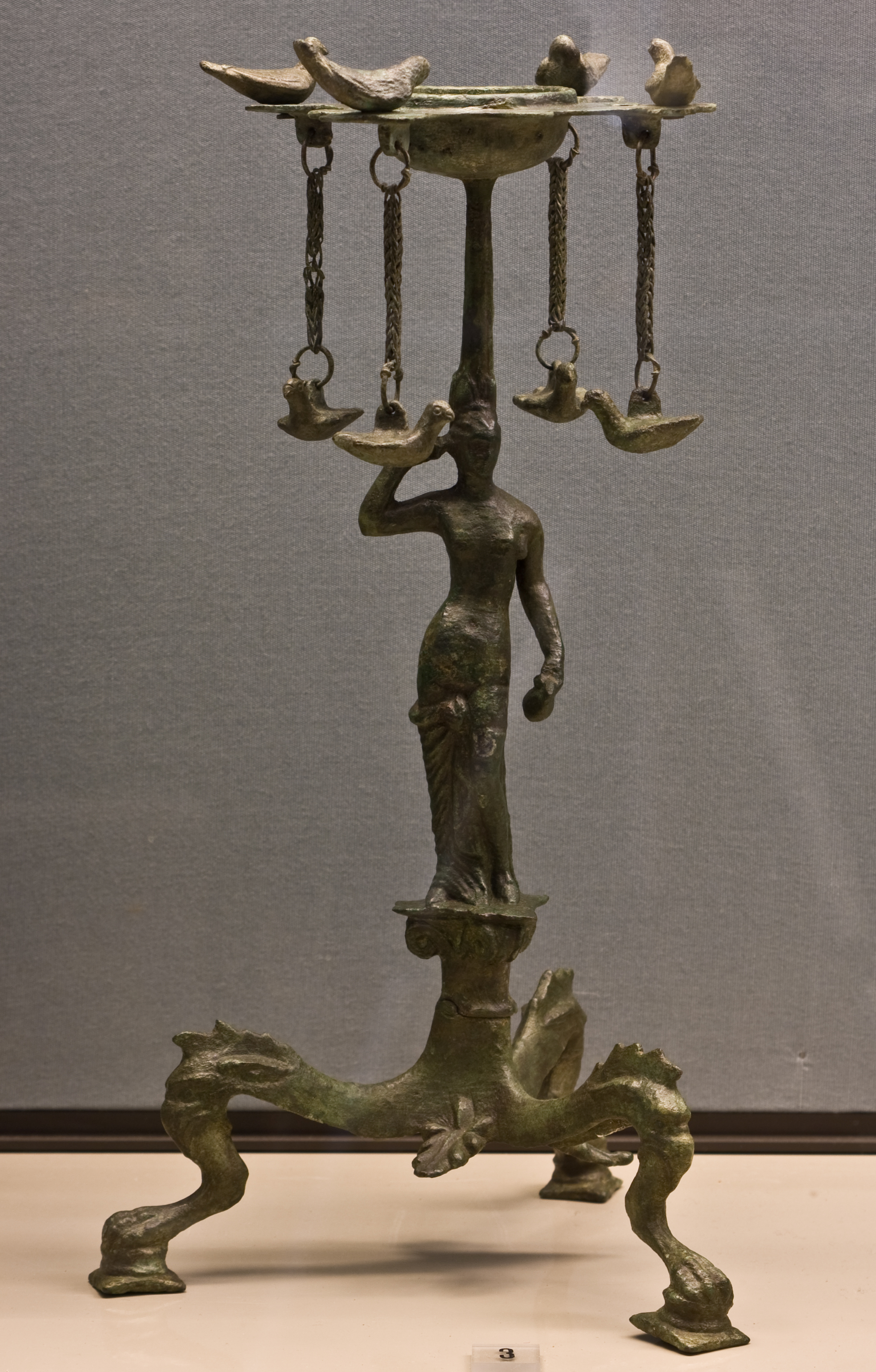
Leuchter mit der Göttin Turan und acht Tauben. Etruskisch, um 550–450 v. Chr. Allard Pierson Museum, Amsterdam.

Turan (etruskisch „Herrin, Dame“) war bei den Etruskern im nördlichen Mittelitalien eine Fruchtbarkeits- und Schutzgöttin (Himmelsgöttin) der Stadt Vulci. Dargestellt wird die Göttin mit Flügeln, ihre Attribute sind der Schwan und die Taube. In ihrer Begleitung sind die ihr äußerlich ähnlichen Lasen. Zu Turans Gefolge gehört auch Atunis (Adonis).
Turan hatte einen Sohn Turnu, der mit dem griechischen Liebesgott Eros gleichgesetzt wird.
Im etruskischen Kalender wurde der Monat Turane (Juli) nach ihr benannt.
Der Name Turan leitet sich nach dem deutschen Etruskologen Friedhelm Prayon ab vom etruskischen Verb tur- „geben“ und bezeichnet eine seit dem 7. Jahrhundert v. Chr. bekannte Göttin der Liebe, Fruchtbarkeit und der Schönheit. Sie ist auch in einem Hafenheiligtum der Stadt Gravisca als Kultgöttin bezeugt. Turan hatte zusammen mit der griechischen Göttin Aphrodite, der oskisch-umbrischen Herentas, der karthagischen Tanit und lokalen samnitisch-kampanischen Frühkulten maßgeblichen Einfluss auf die Entwicklung der zahlreichen, komplexen und synkretistischen Kulte der römischen Venus. Oftmals wurde Turan (wie auch Aphrodite) von den Römern direkt mit einer der vielen Venus-Gottheiten identifiziert.